# غوران سانكوفيتش
غوران سانكوفيتش (بالسلوفينية: Goran Sankovič)‏ (مواليد 18 يونيو 1979 في تسليه، جمهورية يوغوسلافيا الاشتراكية الاتحادية) هو لاعب كرة قدم سلوفيني دولي سابق كان يلعب كمدافع. سبق له أن لعب في كأس العالم لكرة القدم 2002 مع منتخب بلاده. لعب خلال مسيرته 152 مباراة سجل خلالها 2 أهداف.

## مسيرته الكروية
لعب غوران سانكوفيتش خلال مسيرته الاحترافية مع 4 أندية في تسعة مواسم وسجل خلالها هدفين أثنين ضمن 121 مباراة. حيث فاز في موسم واحد بالكأس ولم يفز بأي دوري.
خاض غوران سانكوفيتش مسيرته مع نادي تساليه في موسم 1996–97 ليلعب معه خمسة مواسم، مشاركًا في 99 مباراة سجل خلالها هدفين. ثم انتقل إلى نادي سلافيا براغ في موسم 2000–01 ولمدة موسمين، حيث شارك في 21 مباراة ولم يسجل أي هدف. لينتقل بعدها إلى نادي أكراتيتوس ‏ في موسم 2002–03 لمدة موسم واحد، لم يشارك في أي مباراة ولم يسجل أي هدف أيضًا. ثم انتقل إلى نادي بانيونيوس في موسم 2003–04 لمدة موسم واحد، مشاركًا في مباراة ولم يسجل أي هدف أيضًا.

## روابط خارجية
- غوران سانكوفيتش على موقع الاتحاد الدولي (مؤرشف)  (الإنجليزية)
- غوران سانكوفيتش على موقع قاعدة بيانات كرة القدم.إي يو (الإنجليزية)
- غوران سانكوفيتش على موقع ناشيونال فوتبول تيمز (الإنجليزية)
- غوران سانكوفيتش على موقع عالم كرة القدم.نت (الإنجليزية)